# Porträtt av påve Innocentius X
Porträtt av påve Innocentius X är en oljemålning av den spanske barockkonstnären Diego Velázquez. Den målades omkring 1650 och ingår i Galleria Doria Pamphiljs samlingar i Rom.
Velázquez tillbringade större delen av sitt liv i Madrid där han var kung Filip IV:s favoritkonstnär. Han gjorde två resor till Italien och under den andra tillkom porträttet av påve Innocentius X. Velázquez lät sig inspireras av Tizians Porträtt av påve Julius II som han hade kopierat några år tidigare. Han signerade och (idag oläsligt) daterade verket på den papperslapp påven håller i handen. 
Påven och hans familj Pamphili(en) behöll målningen i sin privata samling och den var länge relativt okänt. Den tillhör än idag familjen och är utställd på Galleria Doria Pamphilj.
Det finns flera bevarade skisser och kopior utförda av Tizian själv, konstnärer i hans ateljé och andra. Apsley House-målningen attribueras Velázquez, medan Washington och Bostonversionerna tillskrivs hans krets. Målningen på El Escorial som också avbildar påvens sekreterare tros ha utförts av den italienska konstnären Pietro Martire Neri(it) som var bekant med Velázquez.
Francis Bacon målade flera förvridna och skrämmande repliker av Velázquez påveporträtt, mest känd är Studie efter Velázquez porträtt av påve Innocentius X från 1953 och utställd på Des Moines Art Center.

## Olika versioner

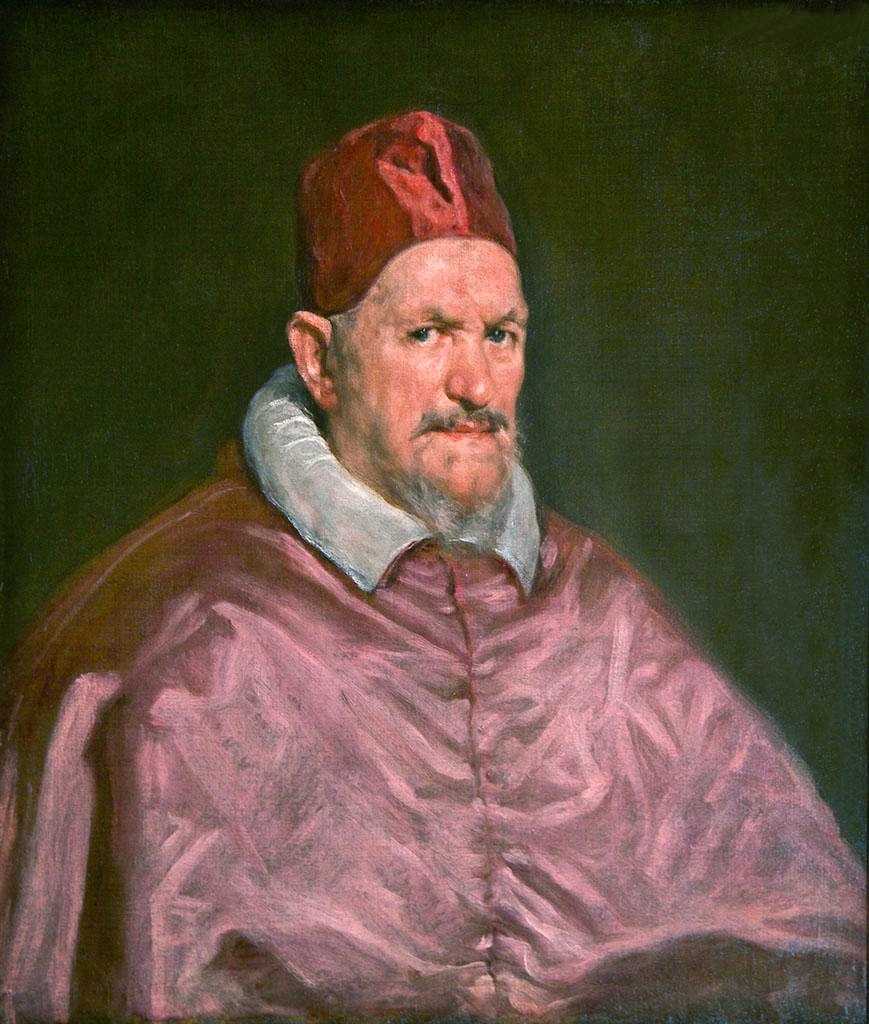
Version på Apsley House i England attribueras Velázquez och dateras cirka 1651. Olja på duk, 82 x 71,5 cm.
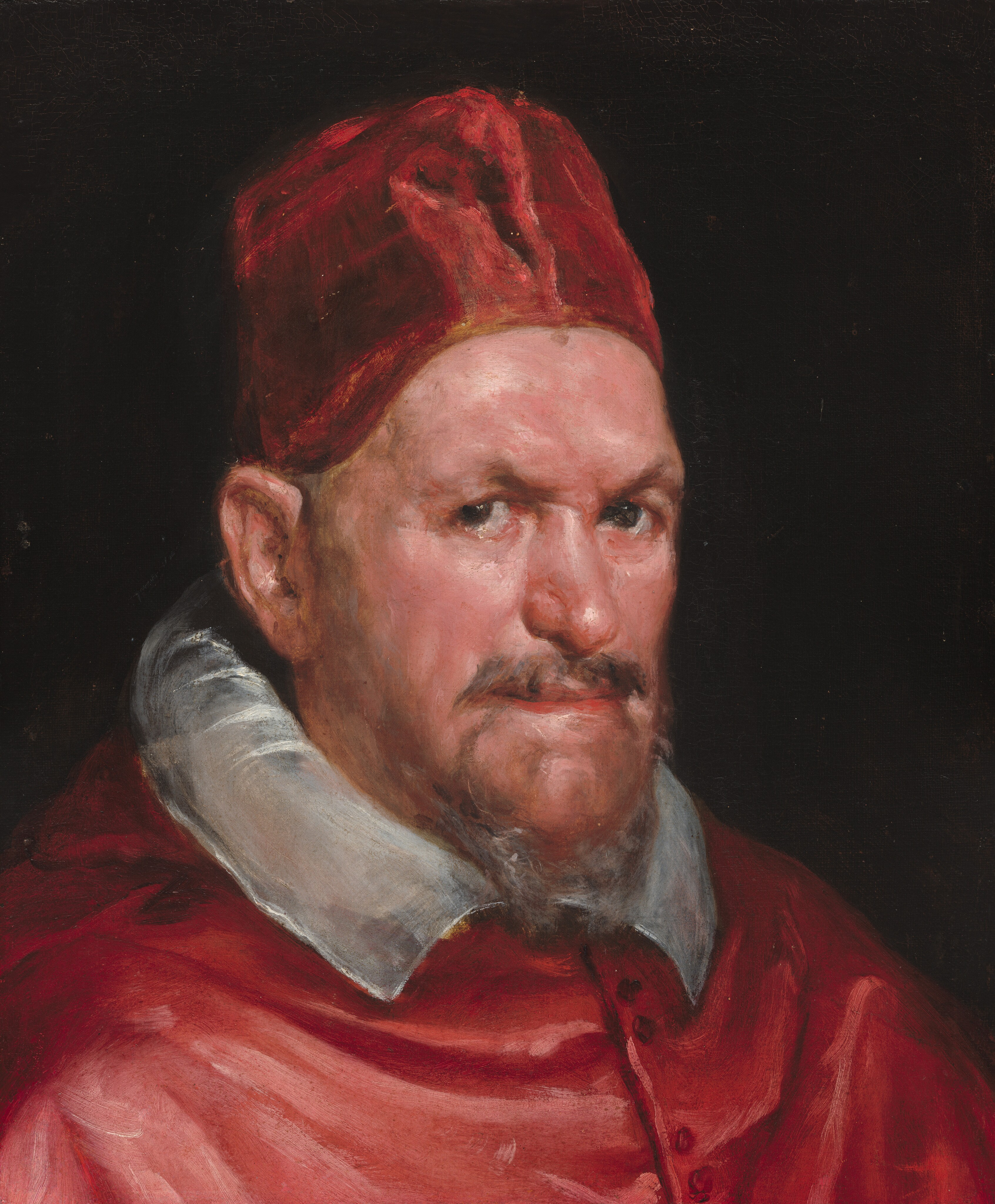
Version på National Gallery of Art attribueras Velázquez krets (49,2 x 41,3 cm, cirka 1650).
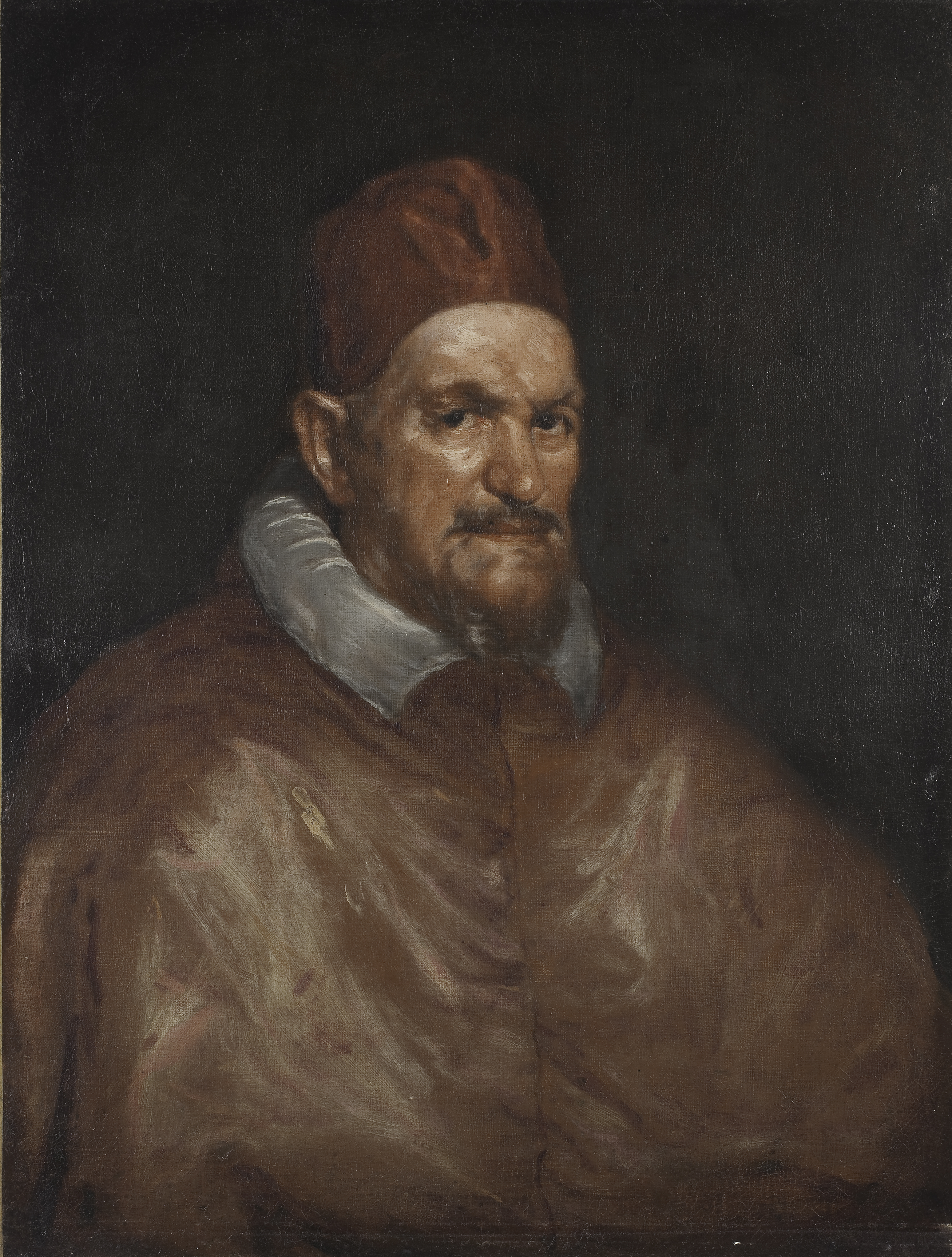
Versionen på Isabella Stewart Gardner Museum i Boston dateras till andra halvan av 1600-talet och attribueras "efter Velázquez". Olja på duk, 83,5 x 62 cm.
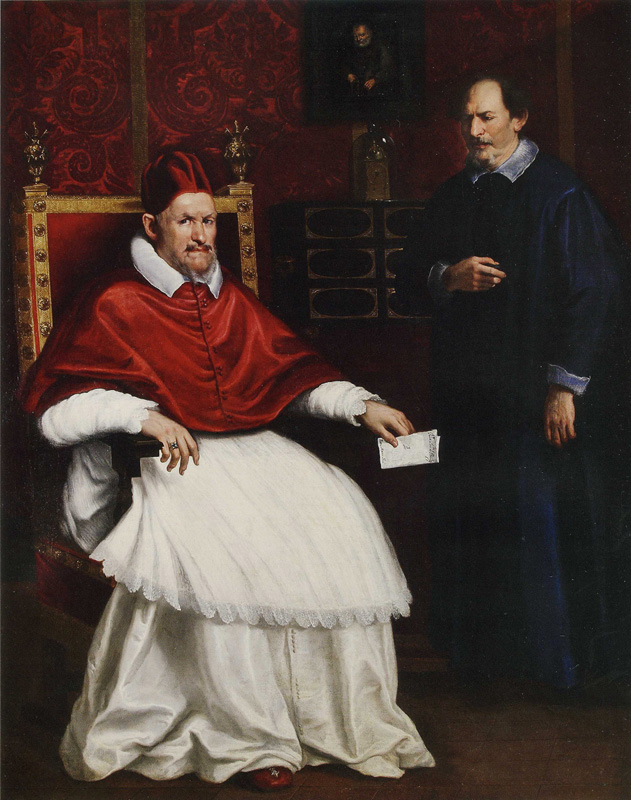
Version på El Escorial tros vara utförd av Pietro Martire Neri på 1650-talet.